# Бандай (посёлок)
Бандай (яп. 磐梯町 Бандай-мати) — посёлок в Японии, находящийся в уезде Яма префектуры Фукусима. Площадь посёлка составляет 59,69 км², население — 3607 человек (1 августа 2014), плотность населения — 60,43 чел./км².

## Географическое положение
Посёлок расположен на острове Хонсю в префектуре Фукусима региона Тохоку. С ним граничат города Китаката, Айдзувакамацу, посёлок Инавасиро и село Китасиобара.
Примерно в 9 км на северо-восток от посёлка расположена вершина вулкана Бандай.

## Население
Население посёлка составляет 3607 человек (1 августа 2014), а плотность — 60,43 чел./км². Изменение численности населения с 1980 по 2005 годы:
| 1980 | 4501 чел. |  |
| 1985 | 4391 чел. |  |
| 1990 | 4338 чел. |  |
| 1995 | 4357 чел. |  |
| 2000 | 4109 чел. |  |
| 2005 | 3951 чел. |  |